# Hemigrammopetersius
Genre
Espèces de rang inférieur
Le genre Hemigrammopetersius regroupe deux espèces de poissons africains de la famille des Alestiidae.

## Liste des espèces
Selon FishBase (14 fev. 2016) :
- Hemigrammopetersius barnardi (Herre, 1936) - Tétra de Barnard
- Hemigrammopetersius pulcher (Boulenger, 1909) - Tétra-néon africain